# Adelitas Way
Gli Adelitas Way sono una band hard rock statunitense. Il gruppo si è fatto conoscere grazie ai brani Invincible, utilizzato come colonna sonora di WWE Superstars, e It's a New Day, utilizzata come canzone d'ingresso di The Legacy e successivamente come canzone d'ingresso di Ted DiBiase.

## Storia

### Formazione e primi anni (2005-2008)
La band è stata formata nel 2005 a Las Vegas dal cantante Rick DeJesus, dal chitarrista Chris Iorio e dal batterista Trevor Stafford. Durante un viaggio della band a Los Angeles, decisero di prendere la via di San Diego, e quando Rick si svegliò da una pennichella nel retro del bus si rese conto che stavano venendo arrestati in Messico. Dei poliziotti corrotti derubarono la band, ma quando si accorsero che Rick non aveva soldi con sé, lo aggredirono e se ne andarono. In preda alla rabbia, la band decise di entrare nel primo bar che trovò, a Tijuana: il Bar Adelita. «C'erano un po' di giovani, belle ragazze e mi resi conto che si trattava praticamente di un bordello« spiega Rick. «Mi misi a parlare con una ragazza, e le chiesi perché voleva fare quella vita, e decisi di scrivere una canzone al riguardo. Il nome della band si creò dai racconti delle tristi storie dietro il modo (in inglese "Way") in cui le ragazze vivevano all'Adelita.»

### Il successo (2008-2012)
Nell'autunno del 2008 la band firmò il suo primo contratto con un'etichetta major, la Virgin Records, e subito dopo Rick DeJesus e il batterista Trevor Stafford si diressero verso i Groovemaster Studios a Chicago dove il produttore Johnny K li stava aspettando. Prima che la band cominciò il tour a supporto del primo album, si aggiunse nella formazione in modo permanente il bassista Derek Johnston e il chitarrista Keith Wallen. Il 17 aprile 2009, il primo singolo estratto dall'album Adelitas Way, Invincible, è stato pubblicato via iTunes. L'album è stato pubblicato il 14 luglio 2009, mentre il secondo singolo estratto, Last Stand, è stato pubblicato il 23 febbraio 2010. Il video per Last Stand, presentato il 2 marzo 2010, è stato diretto da Paul Boyd.
La band ha pubblicato il suo secondo album, Home School Valedictorian, il 7 giugno 2011 con l'etichetta Virgin Records, da cui sono stati estratti quattro singoli: Sick, The Collapse, Criticize e Alive.

### Stuck(2013-2014)
Il 7 maggio 2013, il chitarrista Keith Wallen annunciò di aver lasciato il gruppo.
L'8 aprile 2014 viene pubblicato il singolo Dog on a Leash, primo singolo estratto dal terzo album Stuck, pubblicato il 29 luglio 2014.

### Getaway(2015-presente)
Nel gennaio 2015 il gruppo annuncia l'uscita di un EP e di un nuovo album. L'EP Deserve This viene pubblicato in formato digitale nel marzo seguente.
Il quarto album in studio del gruppo, prodotto da Johnny K e intitolato Getaway, viene pubblicato nel febbraio 2016.

## Formazione

### Formazione attuale
- Rick DeJesus – voce (2006-presente)
- Robert Zakaryan – chitarra, cori (2011-presente)
- Andrew Cushing – basso, cori (2014-presente)
- Trevor "Tre" Stafford – batteria, percussioni (2007-presente)

### Ex componenti
- Chris Iorio – chitarra (2006-2009)
- Creighton Bibbs – chitarra (2009-2010)
- Keith Wallen – chitarra, cori (2009-2013)
- Derek Johnston – basso (2009-2013)

## Discografia

### Album in studio
- 2009 – Adelitas Way
- 2011 – Home School Valedictorian
- 2014 – Stuck
- 2016 – Getaway
- 2017 – Notorious

### Singoli
| Anno | Titolo         | Posizione massima | Posizione massima | Posizione massima | Posizione massima | Album                     |
| Anno | Titolo         | US Alternative    | US Mainstream     | US Rock           | US Airplay        | Album                     |
| ---- | -------------- | ----------------- | ----------------- | ----------------- | ----------------- | ------------------------- |
| 2009 | Invincible     | —                 | 4                 | 25                | —                 | Adelitas Way              |
| 2010 | Last Stand     | —                 | 29                | —                 | —                 | Adelitas Way              |
| 2011 | Sick           | 29                | 1                 | 11                | —                 | Home School Valedictorian |
| 2011 | The Collapse   | 33                | 2                 | 16                | —                 | Home School Valedictorian |
| 2012 | Criticize      | —                 | 1                 | 17                | —                 | Home School Valedictorian |
| 2012 | Alive          | —                 | 6                 | —                 | 26                | Home School Valedictorian |
| 2014 | Dog on a Leash | —                 | 8                 | —                 | 44                | Stuck                     |
| 2014 | Save the World | —                 | 40                | —                 | —                 | Stuck                     |
| 2015 | Bad Reputation | —                 | 13                | —                 | 40                | Getaway                   |